# 天野哲也
天野 哲也（あまの てつや、1947年9月13日 - ）は、日本の歴史学者、北海道大学名誉教授。極東民族史を研究する。
京都府京都市出身。1971年同志社大学文学部文化史学科卒業。1978年北海道大学大学院文学研究科博士課程退学。北海道大学総合博物館助教授、教授、理学研究院教授。2010年「古代の海洋民オホーツク人の世界 アイヌ文化をさかのぼる」で北大博士（文学）。2012年定年退職、名誉教授。

## 著書
- 『クマ祭りの起源』雄山閣 2003
- 『古代の海洋民オホーツク人の世界 アイヌ文化をさかのぼる』雄山閣 2008

### 共編著
- 『ヒグマ学入門 自然史・文化・現代社会』増田隆一,間野勉共編著 北海道大学出版会 2006
- 『北方世界の交流と変容 中世の北東アジアと日本列島』臼杵勲,菊池俊彦共編 山川出版社 2006
- 『古代蝦夷からアイヌへ』小野裕子共編 吉川弘文館 2007 ISBN　9784642024570
- 『中世東アジアの周縁世界』池田榮史,臼杵勲共編 同成社 2009

## 論文
- Cinii

## 注
1. ↑  『古代の海洋民オホーツク人の世界』著者紹介
2. ↑  博士論文書誌データベースによる